# День Крещения Руси
День Креще́ния Руси́ — государственная памятная дата Российской Федерации, законодательно установленная 31 мая 2010 года в память о крещении Руси, отнесённом к 988 году.
Отмечается ежегодно 28 июля, как день памяти святого равноапостольного великого князя Владимира — крестителя Руси (15 июля по юлианскому календарю). Как и все памятные даты в России, День Крещения Руси не является выходным днём.
День Крещения Руси закреплён в законодательстве Российской Федерации «в качестве памятной даты важного исторического события, оказавшего значительное влияние на общественное, духовное и культурное развитие народов России и на укрепление российской государственности».

## История установления памятной даты
27 июня 2008 года, в год празднования 1020-летия Крещения Руси, от имени Архиерейского собора Русской православной церкви Святейший патриарх Московский и всея Руси Алексий II обратился с посланием к президенту Российской Федерации Д. А. Медведеву с предложением: 

«… Учитывая значимость для народов России, Украины и Белоруссии Крещения Руси, которое определило их исторический путь, Собор полагает, что день памяти святого равноапостольного князя Владимира, крестителя Руси, мог бы отмечаться в России как государственный праздник…»
14 августа 2009 года президентом Российской Федерации Дмитрием Медведевым и 27 августа 2009 года председателем Правительства Российской Федерации Владимиром Путиным были подготовлены поручения о разработке законопроекта для установления памятной даты — Дня крещения Руси.
16 февраля 2010 года сообщалось, что Министерством культуры России по поручению президента РФ и председателя Правительства РФ разработан и внесён на рассмотрение президиума Правительства России проект Федерального закона «О внесении изменения в статью 1.1 Федерального закона Российской Федерации от 13 марта 1995 года № 32-ФЗ „О днях воинской славы и памятных датах России“».
21 мая 2010 года законопроект, предполагающий соответствующее дополнение в действующий Федеральный закон «О днях воинской славы и памятных датах России», был принят в последнем, третьем чтении Государственной думой России, а 26 мая того же года одобрен Советом Федерации.
31 мая 2010 года президент Российской Федерации Дмитрий Анатольевич Медведев подписал Федеральный закон № 105-ФЗ «О внесении изменения в статью 1.1 Федерального закона Российской Федерации от 13 марта 1995 года № 32-ФЗ „О днях воинской славы и памятных датах России“», согласно которому в России установлена новая памятная дата — 28 июля — «День крещения Руси».

## Общественная реакция
21 мая 2010 года представители различных конфессий России сообщили, что «мусульмане и буддисты России поддерживают решение Госдумы придать Дню Крещения Руси государственный статус».
По этому вопросу заместитель главы Совета муфтиев России (СМР) Дамир Гизатуллин сказал: 

«Я думаю, что для наших братьев-христиан это радостное событие. Мы поддерживаем эти инициативы.»
Постоянный представитель Буддийской традиционной сангхи России в Москве Санжей-лама заявил также: 

«Я думаю, что такая дата должна быть»